# Nyctemera pullatus
Nyctemera pullatus là một loài bướm đêm thuộc phân họ Arctiinae, họ Erebidae.